# Analama perinetensis
Analama perinetensis är en fjärilsart som beskrevs av Sergius G. Kiriakoff 1958. Analama perinetensis ingår i släktet Analama och familjen tandspinnare. Inga underarter finns listade i Catalogue of Life.